# Kościół św. Michała Archanioła w Cieszynie
Kościół świętego Michała Archanioła w Cieszynie – rzymskokatolicki kościół parafialny należący do parafii pod tym samym wezwaniem (dekanat Twardogóra diecezji kaliskiej).
Jest to świątynia wybudowana przed 1699 rokiem. Zapewne w tym czasie została również erygowana parafia. Kościół został konsekrowany dopiero w 1696 roku, w drugą niedzielę po św. Michale. Konsekracji dokonał biskup wrocławski. Budowla jest murowana, wzniesiona z cegieł i otynkowany. Charakteryzuje się barokowym kształtem architektonicznym. Nakryta jest dwuspadowym dachem, pokrytym dachówką ceramiczną. Od strony elewacji frontowej do nawy dobudowana jest czterokondygnacyjna, czworokątna wieża, zwieńczona blaszanym dachem hełmowym z ażurową latarnią i iglicą z kulą i krzyżem. Umieszczony się tam także dzwon, który został odlany w 1460 roku.
Wnętrze kościoła tworzy jedna nawa zbudowana na planie prostokąta, do której przylega węższe i niższe od niej prezbiterium, zamknięte półkolistą apsydą. Znajduje się przy nim zakrystia, nad którą umieszczona jest loża kolatorska, otwarta od wewnątrz arkadą z ozdobnym obramowaniem z końca XVII wieku. Nad nią na ścianie jest umieszczona namalowana scena Wniebowstąpienia Pańskiego. W zakrystii Znajduje się zachowany napis. Jest to modlitwa napisana w języku łacińskim. Pod nią po obu stronach krzyża są umieszczone dwa malowidła w formie medalionów, przedstawiające scenę z ukrzyżowania Chrystusa, gdzie widać jak żołnierz przebija włócznią bok Syna Bożego. Po przeciwnej stronie znajduje się postać Świętego trzymającego w objęciach małe Dziecko. Poniżej jest umieszczona Święta Rodzina, gdzie mały Jezus trzyma nad głową swej Matki wianek z kwiatów.
Prezbiterium nakryte jest sklepieniem kolebkowym z lunetami. W centralnej części prezbiterium znajduje się ołtarz główny. Ołtarz został przeniesiony do tego kościoła razem z dwoma ołtarzami bocznymi, z kościoła Świętego Krzyża we Wrocławiu. Ten zabytkowy, barokowy ołtarz główny ufundowany został przez Kaspra Henryka V, oberkanonika katedralnego i dziekana Świętego Krzyża. Został odnowiony i częściowo zrekonstruowany po pożarze jego lewej części w 1942 roku. Umieszczone są w nim, pomiędzy kolumnami podpierającymi belkowanie, rzeźby świętych i aniołów. W polach bocznych z kolei znajdują się płaskorzeźby czterech Ewangelistów. W centrum tego ołtarza znajduje się obraz pochodzący z 1661 roku przedstawiający walkę św. Michała Archanioła (patrona świątyni i parafii) z szatanem. W zwieńczeniu tego ołtarza jest umieszczony obraz św. Józefa trzymającego na ręku Dzieciątko Jezus. Świątynia posiada również dwa ołtarze boczne pochodzące z 2. połowy XVII wieku, które także zostały przywiezione z wrocławskiej świątyni. I tak po lewej stronie jest umieszczony ołtarz z rzeźbą Matki Bożej Niepokalanej z 1700 roku. Postać Maryi nakryta jest granatowym płaszczem ze złotą oblamówką. Maryja ma złożone ręce, pochyloną głowę, na głowie ma koronę z gwiazd. Po bokach Matki Bożej, a właściwie nad jej głową, są umieszczone dwa aniołki. Kolejne dwa usytuowane są po bokach obrazu. Natomiast po prawej stronie świątyni w nawie południowej jest umieszczony ołtarz boczny św. Jana Chrzciciela w formie późnogotyckiej płaskorzeźby „Święty Jan Chrzciciel na puszczy” z datą 1499 roku, w stylu niderlandzkim.